# Бусслер, Людвиг
Людвиг Бусслер (нем. Ludwig Bussler; 26 ноября 1838, Берлин — 18 января 1900, Берлин) — немецкий музыкальный теоретик и дирижёр.

## Биография
Сын художника Роберта Бусслера. Учился у Зигфрида Вильгельма Дена и Вильгельма Фридриха Випрехта. Некоторое время работал капельмейстером в Мемеле, затем вернулся в Берлин и практиковал преимущественно как педагог. В 1865 г. поступил преподавателем теории музыки в фортепианную школу Эдуарда Ганца, перешедшую после скорой смерти Ганца под руководство Хуго Шванцера. В 1874—1877 гг. профессор консерватории Германа Мора, затем вернулся в консерваторию Шванцера и наконец с 1879 г. профессор Консерватории Штерна. Учениками Бусслера в разное время были Бруно Вальтер, Пауль Шверс, Курт Шиндлер, Сёхэй Танака. Одновременно с педагогической работой Бусслер дирижировал в различных берлинских театрах.
Бусслеру принадлежат многочисленные аналитические труды и учебные пособия по музыкальной теории, в том числе «Musikalische Elementarlehre», «Praktische Harmonielehre in Aufgaben», «Der strenge Satz», «Kontrapunkt und Fuge im freien Tonsatz», «Musikalische Formenlehre», «Praktische musikalische Kompositionslehre», «Elementarmelodik», «Geschichte der Musik», «Partiturenstudium», «Lexicon der musikalischen Harmonieen». Первые пять были переведены на русский язык.

## Избранная библиография
- Строгий стиль: Учебник простого и сложного контрапункта, имитации, фуги и канона в церковных ладах / Пер. с нем. [и с предисл.] С. И. Танеева. — М.: Изд. П. Юргенсона, 1885. — XII, 192 с.: нот.